# Língua ingriana
A Língua Ingriana (também chamada Izhoriano) é uma das línguas fino-úgricas. É falada por cerca de 500 pessoas da etnia Izhoriana (Principalmente pelos cristãos ortodoxos) da Íngria. A maioria desses falantes são bem idosos.
Essa língua não deve ser confundida com os dialetos do sudeste da Finlândia que se tornaram majoritários no século XVII, como a chegada de migrantes finlandeses luteranos, cujos descendentes, (Fineses Ingrianos) são por vezes chamados de Ingerianos. A imigração desses fineses luteranos foi promovida pelas autoridades suecas (que ganharam essa área da Rússia em 1617), enquanto que a população local permaneceu na fé ortodoxa.

## História
Entre 1932 e 1937 existiu uma ortografia própria para o Ingriano, a qual era ensinada nas escolas da península de Soikinsky e da área da foz do rio Luga.  Muitos livros texto foram publicados, incluindo uma gramática (1936). Porém, em 1936 a língua Izhoriana escrita  foi abolida junto com as grandes repressões aos camponeses da região.

## Alfabeto
O primeiro alfabeto latino adaptado para a língua Ingriana tinha 24 letras, não havia as letras C, Q, W, Z e havia Ä e Ö e foi implementado em 1932. Em 1936 foi incrementado com as  letras C, Ç, Z, Ƶ, Ş, Š e a russa Ь,;
A escrita mais moderna apresenta 27 letras, não usando mais Š nem a russa Ь.
| A a | Ä ä | B b | V v | G g | D d | E e | Ƶ ƶ |
| Z z | I i | J j | K k | L l | M m | N n | O o |
| Ö ö | P p | R r | S s | T t | U u | F f | H h |
| C c | Ç ç | Ş ş | Ь ь |     |     |     |     |

## Amostra de texto
Sis ku raasseli, otti hämmin kättee i lykkäis sinne kalloi, sis hää nägi kuim paljo seel on kallaa, arvais kuim paljo höö maksad. Siz raasseli märnää: kuimn paljo maksaat kalan? No kippari seeld märnää, sto viiskymmend rublaa! Seelt taaz raasseli mörnää: oda koltkymmend. Kolmaz veel lizäjää: oda viiskymmend. Kippari taaz mörnää: lissää veel! No olkaa sis viiz rublaa veel lissään! Sis kippari sanoo, sto: olkaa sis sevverran hintaa! Raasseli siz mörnää: ossettu on. Sis toized raasselin ajjaad loond poiz, a hää jääbi kallooja mättämää saahka. No viiz rublaa veel liitkoja kyzytti: naized ostiit pulgad a meehed joivad viinaa.